# Distintivo de Operador de Rádio
O Distintivo de Operador de Rádio, ou Distintivo de Operador de Rádio e Atirador (em alemão:  Fliegerschützenabzeichen für Bordfunker), oficialmente denominado Distintivo Combinado de Operador Rádio, Atirador e Engenheiro de Voo (em alemão:  Luftwaffen-Fliegerschützen-Bordfunker-und Bordmechanikerabzeichen), foi um distintivo da Alemanha Nazi atribuído a militares da Luftwaffe que fossem operadores de rádio, atiradores e engenheiros de voo que tivessem completado dois meses de treino ou realizado cinco voos operacionais. Se o militar fosse ferido durante um voo operacional, o distintivo poderia ser-lhe atribuído mais cedo. Mais tarde, em Junho de 1942, foi criado um distintivo semelhante, porém que seria atribuído apenas a atiradores e engenheiros de voo, e que teria os mesmos requisitos, ficando este a ser entregue apenas a operadores de rádio.